# Перехідна антиква
Шрифти, які ми тепер відносимо до перехідної антикви, з'явилися наприкінці XVI століття. 
Для них характерні вибагливіші форми та сильніший контраст штрихів. Зберігаючи певні сліди рукописного походження літер, такі як дещо нахилені осі овалів, шрифти перехідної антикви мають тонші з'єднувальні штрихи, тонші зарубки, майже горизонтальні верхні частини основних штрихів, і загалом справляють дуже гармонійне враження. Виносні елементи зазвичай однакової висоти з літерами маюскулу.
Найвідоміші шрифти перехідної антикви: Times, Baskerville, Caslon.

́